# Бауру (футбольный клуб)
«Бауру Атлетик Клуб» (порт. Bauru Atlético Clube) — бразильский футбольный клуб, базировавшийся в Бауру, штат Сан-Паулу.

## История
Клуб был основан 1 мая 1919 года как Футбольный Клуб «Лузитания». «Бауру» выиграл внутренний чемпионат в 1946 году, отец Пеле, Дондиньо, играл за тот чемпионский состав. Пеле также начал свою карьеру именно в «Бауру». С 1948 по 1954 год «Бауру» выступал во Втором дивизионе Лиги Паулисты (современная Серия A2).
Футбольный клуб был расформирован в 1968, через 13 лет после того, как Пеле покинул команду. В настоящий момент клуб «Бауру» предоставляет свои услуги обычным гражданам для занятий спортом, туризмом, отдыха и т. п.

## Стадион
«Бауру Атлетик Клуб» играл свои домашние матчи на стадионе Лузитания Арена.